# 岩本素白
岩本 素白（いわもと そはく 、1883年（明治16年）8月17日 - 1961年（昭和36年）10月2日）は、国文学者、随筆家。本名は堅一（けんいち）

## 人物
東京府麻布に生まれる、父竹次郎は旧丸亀藩士で海軍勤務であった。
東京専門学校（現：早稲田大学）文学部国文科卒業。母校の麻布中学教諭（恩師は創立者の江原素六）を経て、1932年（昭和7年）より、早稲田大学文学部国文科講師（のち教授）で随筆文学講座を担当。
戦災で自宅蔵書を失い、信州に疎開した。1954年（昭和29年）に定年退職後は、麻布高校、跡見学園短期大学でも教えた。自宅書斎で執筆中に倒れ、約一ヶ月後に亡くなった。
義理堅く潔癖な性格のため、自身の著書公刊には積極的ではなく『岩本素白全集』（全3巻）も少部数しか刷られなかった。近年になり著作や人となりが、識者に見直され新版再刊されている。
早稲田大学での同僚に、歌人の窪田空穂がおり、主宰する歌誌『槻（つき）の木』に参加し、短歌や随筆を発表した。同僚の友人は他に、歌人・東洋美術史学者の會津八一がいる。

## 著書
- 『随筆集 山居俗情』砂子屋書房〈槻の木叢書 第4篇〉、1938年11月。
- 『日本文学の写実精神』中央公論社、1943年2月。NDLJP:1069498。
- 『隨筆集 素白集』東京出版、1947年8月。
- 『素白随筆』春秋社、1963年12月。

全集
- 『山居俗情・素白集』春秋社〈全集 第1巻〉、1974年11月。
- 『東海道品川宿・遺珠』春秋社〈全集 第2巻〉、1975年3月。
- 『日本文学の写実精神・文芸論叢・信濃詠草』春秋社〈全集 第3巻〉、1975年11月。

新版刊行
- 『素白先生の散歩』池内紀 編、みすず書房〈大人の本棚〉、2001年12月。ISBN 9784622048213。
- 『東海道品川宿 岩本素白随筆集』来嶋靖生 編、ウェッジ文庫、2007年12月。ISBN 9784863100138。
- 『素白随筆集　山居俗情・素白集』平凡社ライブラリー（鶴ヶ谷真一 解説）、2008年4月。ISBN 9784582766394。
- 『素白随筆遺珠・学芸文集』平凡社ライブラリー（池内紀 解説）、2009年5月。ISBN 9784582766691。
- 『素湯のような話 お菓子に散歩に骨董屋』早川茉莉 編、筑摩書房〈ちくま文庫〉、2014年1月。ISBN 9784480431288。

## 評伝
- 鶴ヶ谷真一「素白点描」-『月光に書を読む』[2]平凡社、2008年
- 来嶋靖生[3]『岩本素白 人と作品』河出書房新社、2014年。ISBN 9784309920153

第1部、岩本素白の生涯。第2部、岩本素白をめぐる人々－素白はどう読まれてきたか